# 汉普斯德宅邸
汉普斯德宅邸（Hempstead House），又名古尔德-古根海姆庄园（Gould-Guggenheim Estate），是美国纽约州长岛拿骚县沙点保护区的一个大型庄园，由霍华德·古尔德建于1912年。

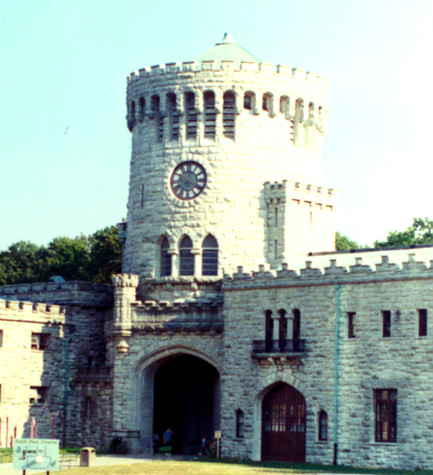
古尔德城堡

庄园内有两座城堡建筑：较大的汉普斯德宅邸和较小的古尔德城堡。汉普斯德宅邸长225英尺（69），宽135英尺（41），高三层，有四十个房间。整个庄园占地300-英畝（1.2-平方），曾经雇佣17名仆人和200名农民。汉普斯德宅邸在20世纪20年代的全盛时期，被视为黄金海岸（长岛北海岸）最豪华的庄园之一。

## 历史
铁路大亨杰伊‧古尔德的儿子霍华德·古尔德在1900年购买这块土地，随后开始建造这座豪宅。最初模仿爱尔兰的基尔肯尼城堡建造了古尔德城堡。但是，古尔德并不喜欢这座城堡，于是在庄园内另外又兴建了一座豪宅，即汉普斯德宅邸。
1912年这所房子完成后，古尔德将其出售给丹尼尔·古根海姆。1917年，古根海姆捐赠了该产业给航空科学研究所。从1946年至1967年，庄园由美国海军持有。1971年，美国政府宣布将庄园的契据给予拿骚县。

## 电影
许多著名的电影都在汉普斯德宅邸取景，例如：
- 《女人香》 (1992年)[5]
- 《马尔科姆X》(1992年)[5]
- 《烈爱风云》(1998年)[5]